# Megaphragma amalphitanum
Megaphragma amalphitanum är en stekelart som beskrevs av Gennaro Viggiani 1997. Megaphragma amalphitanum ingår i släktet Megaphragma och familjen hårstrimsteklar.
Artens utbredningsområde är:
- Frankrike.
- Italien.
- Portugal.

Inga underarter finns listade i Catalogue of Life.